# Tajwid

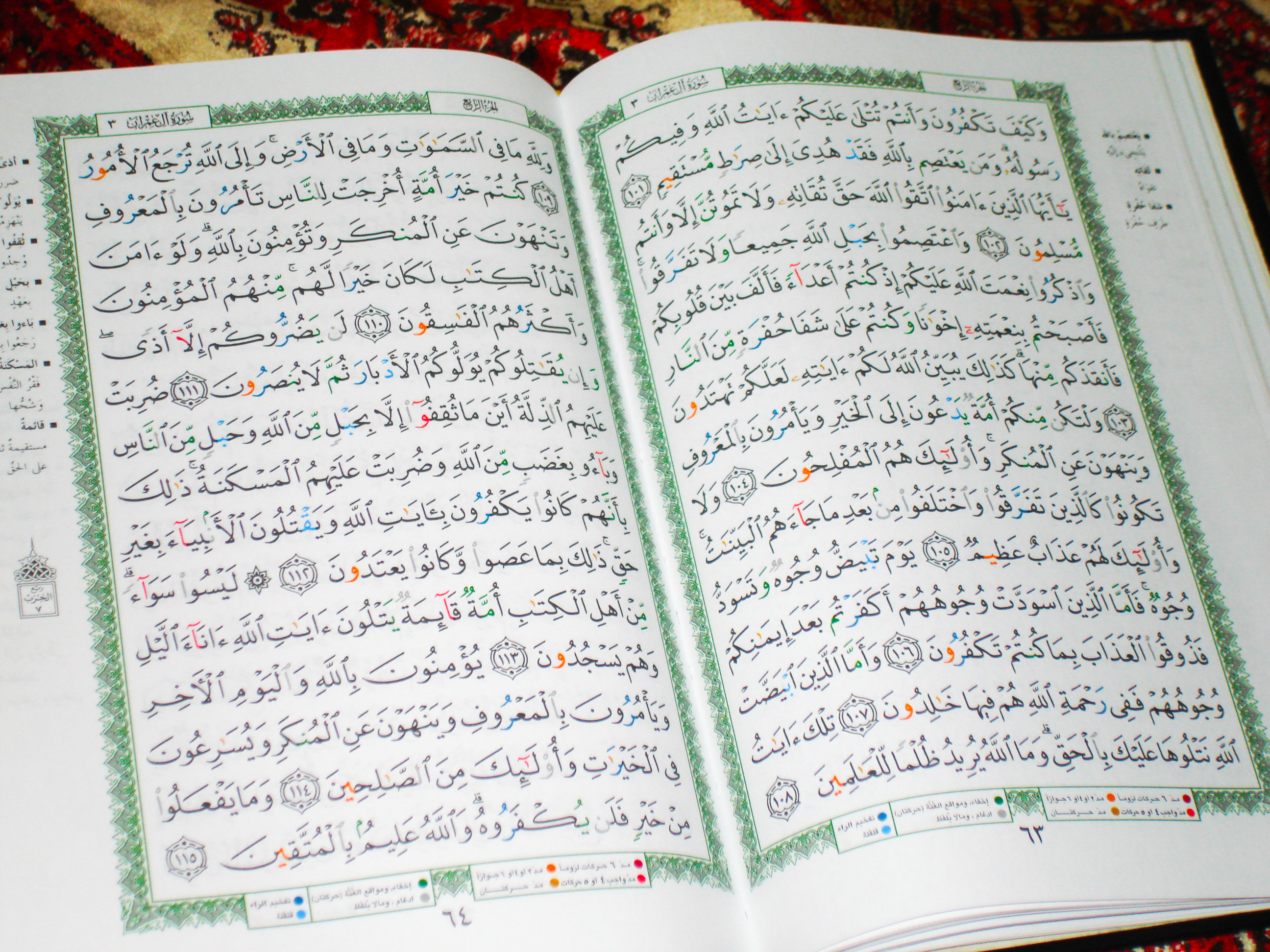
Mus'haf al-Tajweed

Tajwīd (em árabe: تجويد taǧwīd: IPA: [tædʒˈwiːd]) é a palavra árabe para elocução, e se designa como a forma correta de ler o Alcorão.
É muito comum nos países árabes.

### Livros e jornais
- Chapter in "The Art of Reciting the Qur'an" by Kristina Nelson, American University in Cairo Press (Cairo, NY) 2001.
- “Theory and Practice of Tajwid,” Encyclopedia of Arabic Language and Linguistics, IV, Leiden, Brill, 2007 (or still in press)